# Polgár Jenő (internetes mém)

Kolompár Sándor

Polgár Jenő az internetezők körében nagy népszerűségnek örvendő videófilm. Címét onnan kapta, hogy Kolompár Sándor, akinek összedőlt a háza, többszöri nekifutásra is képtelen volt kimondani azt a szófordulatot, hogy „A polgármesteri hivatalba, Polgár Jenő úrhoz”.

## A videó
A film két és fél perc hosszú, a Pápai Városi Televízió készítette. A riport 1996 decemberében készült, az adásba kerülő műsor nem ez volt, hanem egy teljes vágott riport. A pápai interjú kivágott bakijait a szombathelyi tévé adta le szilveszteri bakiparádéjában, 1997-ben. A riporter többszöri próbálkozására sem sikerül az alanynak kimondani a fent említett mondatot, legtöbbször belebonyolódik a mondatba a középkorú férfi. Legalább ötször próbálja meg, de mindig elront valamit. Felhangzik a „Polgár Jenő Hivatalba”, a „Polgármester Hivatalba, a Jenő úrhoz” és így tovább. Végül a kérdező sem erőlteti tovább, hagyja hibásan a mondatot. A jellegzetes tájszólással beszélő férfi további viccesen ható mondatokat is mond. 
Az építmény összedőlésének oka egy későbbi pletyka szerint az, hogy a hidegre való tekintettel az interjúztatott alany kifűrészelte a családi ház mestergerendáját, hogy fűtési célokra használja fel.
Gyakori tévedés, hogy Polgár Jenő a város polgármestere volt – valójában az önkormányzat közigazgatási osztályát vezette 2012-es nyugdíjba vonulásáig.

## Szállóigévé vált mondatok
- „Mikor a mennyezet repedezett.”
- „Szocpolitikát cigánkölcsönre.”
- „Szocpolitilag visszaújícsák nekünk a lakásunkat.”
- „Örülünk, ha kitartást tudunk.”
- „…és a kiccsaládom részére”
- Riporter: „Mi lehetett az oka, hogy összeomlott a ház?”
Kolompár Sándor: „Ez kizárt dolog, mer’ nem tudom.”
- „Kiszállt velem, egypár helyen”
- „Ismernek nem csak Magyarországon, hanem a Dunántúlon is.” (televíziós interjú 2003-ban Kolompárral)

## Utóélete
Szalacsi Sándorral egyidőben ez a kisfilm is nagyon népszerű volt, egyike volt az első internetes mémeknek Magyarországon. Később Kolompár Sándor, a riportalany szerepelt az egyik kereskedelmi csatorna interaktív műsorában is, szintén nem kevés derültséget keltve. 2003-ban egy fiatalokból álló csoport újra felkereste Kolompár urat és újból feltették neki ugyanazokat a kérdéseket, ezzel elkészült a videó második része Újratöltve címmel.